# 瓦卡尼亞區
14°41′38″S 74°07′27″W / 14.69389°S 74.12417°W
瓦卡尼亞區（西班牙語：Distrito de Huacaña），是秘魯的一個區，位於該國中南部阿亞庫喬大區的蘇克雷省，面積132.7平方公里，海拔高度3,170米，2005年人口633，人口密度每平方公里4.8人。